# Grottes de Bluefish
Les grottes de Bluefish, ou grottes du Poisson-Bleu, est un site archéologique préhistorique situé dans le territoire du Yukon au Canada, à 54 km du village Vuntut Gwichin d’Old Crow.  
Selon des datations réalisées sur des vestiges osseux retrouvés sur place, l'occupation du site remonte à 24 000 ans avant le présent, et constitue le plus ancien témoignage avéré d'une présence humaine sur le continent américain. Selon certains paléontologues, les grottes de Bluefish auraient pu être occupées par des hommes en provenance d'Asie ayant traversé le détroit de Béring lors du dernier maximum glaciaire.     
Les recherches effectuées sur le site ont ainsi contribué à la réévaluation de la théorie du peuplement tardif, en reculant de plus de 10 000 ans la date d'arrivée estimée de l'homme en Amérique.

## Géographie et contexte géologique
Les trois grottes de Bluefish sont situées à 54 km au sud-ouest du village Vuntut Gwichin d’Old Crow, et à 75 kilomètres des plaines d'Old Crow, où plus de 50 000 ossements d'animaux datant de l'ère glaciaire et des traces de présence humaine précoce ont été retrouvés.   
Le site surplombe la rivière Bluefish, l'un des affluents de la rivière Porcupine, dont la vallée se caractérise par des collines calcaires d’âge devonien. Ces collines forment l’avancée septentrionale du pic Keele, lui-même contrefort du grand massif des monts Ogilvie qui marque le centre du Yukon, et la bordure sud-ouest d’un énorme réseau de bassins lacustres qui, au Pléistocène supérieur, étaient recouverts par les eaux des lacs glaciaires Bluefish, Old Crow et Bell,.   
Les trois grottes, dont le volume varie de 10 à 30 m3, se trouvent à l’extrémité ouest d’une crête dominant un rétrécissement de la vallée de la Bluefish, nichées au pied d’une série d’affleurements calcaires. Selon l'archéologue Jacques Cinq-Mars, qui a fouillé le site dans les années 1970 et 1980, les grottes ne seraient pas à l'origine des cavités ou des porches de gélifraction mais plutôt les vestiges d’un ancien réseau karstique fortement réduit et mis au jour par l’érosion des versants.  

## Historique

### Premières fouilles
Le site a été fouillé par l'archéologue Jacques Cinq-Mars entre 1977 et 1987. La première grotte contient divers ossements d'animaux qui semblent avoir été traînés là par des prédateurs ; la découverte de marques d'outils et de certains outils en pierre eux-mêmes indiquent une présence humaine,.

### Datation
Les premières datations au radiocarbone réalisées sur les ossements excavés lors des fouilles de Jacques Cinq-Mars suggèrent un âge de 24 000 ans avant le présent. Ces datations furent d'abord considérées comme controversées par la communauté scientifique, car allant à l'encontre de la théorie du peuplement tardif, largement acceptée par les universitaires de l'époque, qui considérait que la date de peuplement la plus ancienne de l'Amérique du Nord se situait autour de 13 000 ans avant notre ère. 
En 2017, une nouvelle datation réalisée sur 36 000 ossements retrouvés sur le site par Jacques Cinq-Mars indique aussi un âge de 24 000 ans.

### Hypothèses
Sur la base de ses découvertes, l'archéologue Jacques Cinq-Mars a formulé l'hypothèse d'une occupation des grottes de Bluefish par des hommes venus de Béringie durant le dernier maximum glaciaire.
La datation du site à 24 000 ans avant le présent soutiendrait l'hypothèse dite du « statu quo béringien » - selon laquelle les ancêtres des Amérindiens auraient d'abord été isolés dans un refuge béringien pendant le dernier maximum glaciaire avant de peupler les Amériques.

## Découvertes archéologiques
Des milliers de fragments d’os de mammouths, bisons, caribous et surtout de chevaux, dont certains portent des marques d'outils humains, ont été exhumés entre 1977 et 1987 par l’archéologue canadien Jacques Cinq-Mars. Ceux-ci sont conservés au Musée canadien de l’histoire à Gatineau (Québec).